# Amadou Ba
Amadou Ba (ur. 17 maja 1961 w Dakarze) – senegalski polityk, premier Senegalu od 17 września 2022 roku do 6 marca 2024. 

## Życiorys
Urodził się 17 maja 1961 roku w Dakarze, stolicy Senegalu.
17 września 2022 roku został premierem Senegalu. 9 września 2023 prezydent Senegalu Macky Sall wyznaczył go na następcę na swoim urzędzie. 6 października 2023 rozwiązano rząd, jednak Amadou Ba zachował urząd premiera. 6 marca 2024 zastąpił go Sidiki Kaba. W kwietniu 2024 roku bezskutecznie kandydował na urząd prezydenta Senegalu.

## Życie prywatne
Jest żonaty i ma troje dzieci.